# Mas de Llimós
El Mas de Llimós és una masia de les Llosses (Ripollès) inclòs a l'Inventari del Patrimoni Arquitectònic de Catalunya.

## Descripció
Es tracta d'un edifici rectangular amb construccions annexes d'ús agrícola. Els baixos estan coberts amb volta i la resta dels forjats són de tipus tradicionals, de cabiró i revoltó de guix. Les façanes amb obertures petites, exceptuant la de migdia que disposa d'arcades als baixos i de galeries cobertes als pisos alts. Tant l'interior com l'exterior de la masia, està molt transformat per una restauració no gaire afortunada.

## Història
Per algunes dates a les llindes de les finestres i per la seva tipologia, l'edifici deu correspondre al segle xvi. Els actuals propietaris són també els amos de les ruïnes del castell de Puigbó i del mas del mateix nom a Gombrèn, que tramès per herència dona idea de l'antiguitat d'aquestes possessions.